# Progreso del Mirador
Progreso del Mirador är en ort i Mexiko.   Den ligger i kommunen Minatitlán och delstaten Veracruz, i den sydöstra delen av landet, 600 km öster om huvudstaden Mexico City. Progreso del Mirador ligger 23 meter över havet och antalet invånare är 220.
Terrängen runt Progreso del Mirador är platt norrut, men söderut är den kuperad. Runt Progreso del Mirador är det ganska glesbefolkat, med 29 invånare per kvadratkilometer. Närmaste större samhälle är Alto Uxpanapa, 15,9 km öster om Progreso del Mirador. Omgivningarna runt Progreso del Mirador är en mosaik av jordbruksmark och naturlig växtlighet.